# Estació de Canyelles Rodalies
|  | Per a altres significats vegeu Canyelles (desambiguació) |

Canyelles és una estació de ferrocarril en projecte que s'ubicarà al nord del municipi de Canyelles, a la comarca del Garraf. A l'estació hi pararan trens de la futura línia Orbital Ferroviària (LOF), i se situarà al nord-est del nucli urbà de Canyelles, i donarà servei a la població de la zona.

## Serveis ferroviaris
| Rodalia de Barcelona   |                        |               |                                              |                        |
| Procedència/Destinació | <                      | Línia         | >                                            | Procedència/Destinació |
| Projectat              |                        |               |                                              |                        |
| Mataró                 | Vilafranca del Penedès | Línia Orbital | Sant Pere de Ribes \| Hospital de Sant Camil | Vilanova i la Geltrú   |